# هيلدور كروغ
هيلدور كروغ (بالنرويجية البوكمول: Hildur Krog)‏ هي عالمة أشنيات ‏ وبروفيسورة وعالمة نبات نرويجية، ولدت في 22 مارس 1922 في مودوم في النرويج، وتوفيت في 25 أغسطس 2014.